# Quintanilla Vivar
Quintanilla Vivar o Quintanilla Morocisla és un municipi de la província de Burgos a la comunitat autònoma de Castella i Lleó. Forma part de la comarca d'Alfoz de Burgos.

## Demografia
| 1991 | 1996 | 2001 | 2004 |
| ---- | ---- | ---- | ---- |
| 306  | 369  | 554  | 581  |

## Eleccions municipals
| Eleccions municipals, 25 de maig de 2003 |      |        |          |
| Partit                                   | Vots | %      | Regidors |
| PP                                       | 221  | 60,71% | 5        |
| PSOE                                     | 120  | 32,97% | 2        |
| '                                        |      |        |          |
| '                                        |      |        |          |

| Eleccions municipals, 27 de maig de 2007 |      |        |          |
| Partit                                   | Vots | %      | Regidors |
| TC                                       | 140  | 29,85% | 2        |
| SI                                       | 109  | 23,24% | 2        |
| PSOE                                     | 104  | 22,17% | 2        |
| PP                                       | 104  | 22,17% | 1        |